# Michael Rangel
Michael Jhon Ander Rangel Valencia (ur. 8 marca 1991 we Floridablanca) – kolumbijski piłkarz występujący na pozycji napastnika, reprezentant Kolumbii, od 2024 roku zawodnik Atlético Bucaramanga.

## Kariera klubowa
Rangel pochodzi z miejscowości Floridablanca, znajdującej się w aglomeracji Bucaramangi. Wychowywał się wraz z piątką rodzeństwa w Bucaramandze (w dzielnicy Zapamanga); uczęszczał do szkoły Colegio INEM, z powodzeniem występując w tamtejszej drużynie piłkarskiej Karengo Inem. Po jej rozwiązaniu przez kilka miesięcy był niezrzeszony w żadnym zespole – dopiero w wieku szesnastu lat rozpoczął karierę w barwach półamatorskiej trzecioligowej ekipy Delfines FC. Regularnie występował w reprezentacji departamentu Santander, gdzie jego talent zauważył skaut Alonso Lizarazo i ściągnął go do klubu Atlético Junior z miasta Barranquilla. Początkowo był przydzielony do występów w Barranquilla FC – drugoligowej filii Junior – lecz ostatecznie trener Diego Umaña włączył utalentowanego i rosłego napastnika do treningów pierwszego zespołu. Jako gracz Junior zagrał jednak tylko w jednym meczu w ramach krajowego pucharu (Copa Colombia), nie potrafiąc przebić się do składu. Równocześnie notował udane występy w zespole do lat osiemnastu (zdobył 21 goli w jednym sezonie).
W styczniu 2012 Rangel odszedł do drugoligowego Realu Santander ze swojego rodzinnego Floridablanca. Tam również nie potrafił sobie jednak wywalczyć miejsca w składzie i był wyłącznie rezerwowym, wobec czego po roku został piłkarzem innego drugoligowca – klubu Depor FC z siedzibą w Cali. W jego barwach spędził sześć miesięcy jako wyróżniający się zawodnik, wzbudzając zainteresowanie pierwszoligowych drużyn. Ostatecznie przeszedł jednak do innego drugoligowego zespołu – Alianza Petrolera. Tam stworzył duet napastników z Andrésem Renteríą – również przyszłym reprezentantem Kolumbii – i na koniec jesiennego sezonu Finalización 2012 wywalczył z ekipą z Barrancabermeji historyczny, pierwszy w dziejach klubu awans do pierwszej ligi. W Categoría Primera A zadebiutował 2 lutego 2013 w przegranym 0:3 spotkaniu z Santa Fe, zaś premierowego gola strzelił 31 marca tego samego roku w zremisowanej 1:1 konfrontacji z Once Caldas. Ogółem w Alianzie spędził półtora roku.
W styczniu 2014 Rangel został zawodnikiem krajowego giganta i ówczesnego mistrza Kolumbii – drużyny Atlético Nacional z miasta Medellín. Zaraz po odbyciu z ekipą okresu przygotowawczego został jednak wypożyczony do niżej notowanego Envigado FC, gdzie spędził pół roku jako rezerwowy i bez poważniejszych sukcesów. Bezpośrednio po tym udał się na wypożyczenie do klubu Independiente Santa Fe ze stołecznej Bogoty; tam również występował przez sześć miesięcy. W sezonie Finalización 2014 wywalczył z Santa Fe mistrzostwo Kolumbii i dotarł do finału pucharu Kolumbii – Copa Colombia, lecz pozostawał głównie rezerwowym w taktyce szkoleniowca Gustavo Costasa. Po tym sukcesie powrócił do Atlético Nacional – w styczniu 2015 zajął z nim drugie miejsce w superpucharze Kolumbii (Superliga Colombiana) – lecz nie potrafił wygrać rywalizacji o miejsce w składzie z graczami takimi jak Jefferson Duque, Luis Carlos Ruiz czy Pablo Velázquez.
W lipcu 2015 Rangel został wypożyczony do stołecznej ekipy Millonarios FC, w którego barwach przez kolejny rok był jednym ze skuteczniejszych napastników ligi kolumbijskiej. W późniejszym czasie powrócił do swojego macierzystego Atlético Junior – tam kontynuował swoją dobrą passę i w 2016 roku jako podstawowy piłkarz formacji ofensywnej dotarł z nim do finału Copa Colombia, zaczął również otrzymywać pierwsze powołania do kadry narodowej. W lipcu 2017 zdecydował się na wyjazd do Europy, na zasadzie wypożyczenia zasilając turecką drużynę Kasımpaşa SK. W tamtejszej Süper Lig zadebiutował 18 sierpnia 2017 w zremisowanym 2:2 meczu z Beşiktaşem, a pierwszą bramkę zdobył dziewięć dni później (z rzutu karnego) w przegranym 1:2 pojedynku z Akhisar Belediyesporem.

## Kariera reprezentacyjna
W seniorskiej reprezentacji Kolumbii Rangel zadebiutował za kadencji selekcjonera José Pekermana, 25 stycznia 2017 w przegranym 0:1 meczu towarzyskim z Brazylią.